# Giovanni Ambiveri

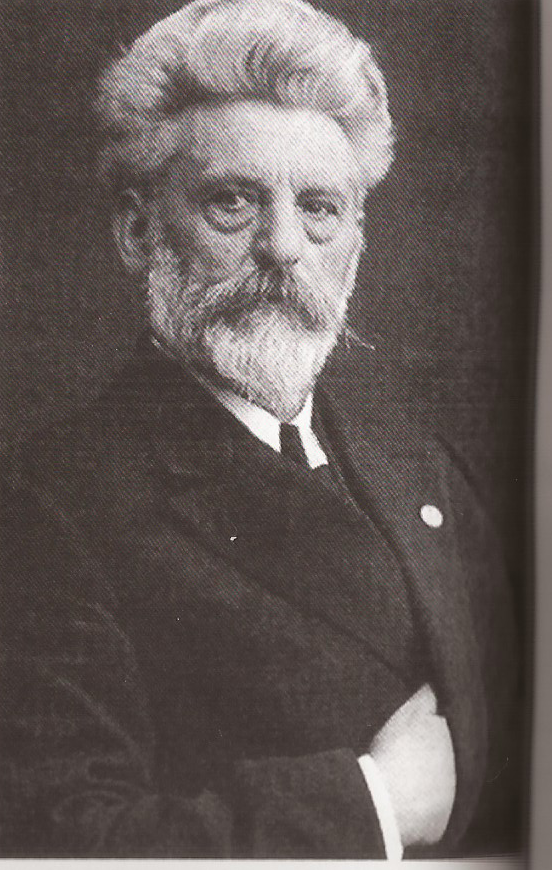
Giovanni Ambiveri

Giovanni Ambiveri (Trescore Balneario, 19 gennaio 1857 – Seriate, 29 aprile 1940) è stato un imprenditore e filantropo italiano.

## Biografia
La famiglia Ambiveri, cognome che deriva dal toponimo di Ambivere, risultò residente a Trescore Balneario fin dalla metà del XIX secolo.
Papà di Giovanni era Giuseppe Roberto che aveva un'attività di produzione di semi per l'allevamento del baco da seta.
Alla morte del padre Giovanni insieme al fratello ne ereditò l'attività.
Industriale della seta, proprietario terriero e filantropo, Giovanni Ambiveri esercitò le sue doti in una vasta sfera di azione.
Nel 1874 a 18 anni istituì a Trescore Balneario  le scuole serali per contadini nelle quali fu insegnante.
Nel 1876 fondò la società di Mutuo Soccorso per l’assistenza sanitaria ai poveri, di cui detenne per lunghi anni la presidenza. Due anni dopo succedette al padre nella gestione dell’azienda di semi per l'allevamento del baco da seta. 
A Seriate acquistò la villa settecentesca di proprietà della famiglia Tasca e vi si trasferì nel 1890.
Si sposò nel 1886 con Chiara Radici e dal loro matrimonio nacquero sette figli, tra cui si ricorda la primogenita Elisabetta Ambiveri, personaggio che, come il padre, lasciò in Seriate un'impronta notevole. 
Sempre nello stesso anno diventò presidente dell’Opera Pia Bolognini, sorta per testamento del sacerdote Francesco Maria Bolognini. Conservò la carica fino alla morte, dando all'istituzione benefica ampio sviluppo.
Nel 1892 si occupò del problema sanitario della tubercolosi organizzando un servizio di disinfezione. In seguito nel 1895 istituì una cucina economica per i poveri. 
Nel 1898 a Milano ricevette la medaglia d’oro dell’Associazione Serica. Nel 1900 ricevette a Roma la medaglia d'oro del ministero dell’agricoltura e a Parigi la medaglia d’oro per la Sericoltura all'Esposizione Mondiale. 
Fondò e organizzò l'asilo Bolognini.
Nel 1902 organizzò un centro di cura per i pellagrosi con speciali refezioni.
Nel 1907 costruì il primo ospizio con annesso ambulatorio di Pronto Soccorso, dove si distribuiva il latte per i bambini; struttura che sarebbe poi diventata l’ospedale Bolognini.
Dal 1914 al 1922 fu consigliere prima e presidente poi della Camera di Commercio di Bergamo.
Nel 1915 dopo l’entrata in guerra ricevette l’importante e delicatissimo incarico di presidente della Commissione regionale per gli esoneri di guerra. Nel 1919 fondò a Piario il sanatorio di Groppino, che ospitava anche i soldati colpiti dal gas nervino al fronte.
Dal 1925 al 1931 fu presidente della Cattedra ambulante di agricoltura e della Commissione Provinciale per la battaglia del grano nonché del Consorzio Rogge del Fiume Serio Inferiore. 
Affrontò per primo lo studio di un canale di derivazione delle acque dell'Adda per restituirle all'Oglio.
Morì a Seriate nel 1940 lasciando un'impronta importante nella storia locale, trasferendo nella figlia Elisabetta la sua passione lavorativa, culturale e politica.